# Pulo (Syamtalira Aron)
Pulo is een bestuurslaag in het regentschap Aceh Utara van de provincie Atjeh, Indonesië. Pulo telt 527 inwoners (volkstelling 2010).